# Collegewijk
Collegewijk is een suburbane wijk in Harelbeke. De wijk kent veel vrijstaande woningen. Vele straten van de Collegewijk zijn vernoemd naar een boomsoort, zoals de Kastanjelaan of Acacialaan.
In de Collegewijk was destijds een Romeinse nederzetting gevestigd. Bij archeologische opgravingen in 1967 kwam dit aan het licht. De huidige Collegewijk werd aangelegd rond de Sint-Amandscollege, welke opende in 1957. Na 60 jaar Sint-Amandscollege aan de Kollegelaan verhuisde de school aan het eind van het schooljaar in 2015 naar de nieuwbouw in de Ballingenweg.
De Gaverbeek is een ondergrondse beek die naar De Gavers stroomt. De intercommunale Leidal heeft een ambitieus project om de Gaverbeek opnieuw bovengronds te halen.